# 中华菱蟹
中华菱蟹（学名：Parthenope sinensis）为菱蟹科菱蟹属的动物。在中国大陆，分布于广西等地，生活环境为海水，多见于细粉砂质海底或泥沙贝壳底。其生存的海拔上限为-26米。
其种加词“sinensis”意为“中华的”。